# Granja Penal de Pavón
La Granja Penal de Pavón (también conocida formalmente como "Granja Modelo de Rehabilitación Penal Pavón") es el nombre de una cárcel en Guatemala. Se encuentra a las afueras del pueblo de Fraijanes cercano a la Ciudad de Guatemala. Fue construido a finales de los 70 del siglo XX y con el tiempo se convirtió en un centro de alto hacinamiento por lo que las autoridades decidieron sólo controlar el perímetro de la prisión y dejar que los prisioneros estuvieran prácticamente en el interior por su cuenta. Desde 1996, una organización criminal se desarrolló allí, con operaciones de cocaína dirigidas por señores de la droga colombianos encarcelados en el mismo sitio. El lunes 25 de septiembre de 2006, unos 3 mil efectivos de la policía y las fuerzas militares invadieron la prisión y la autoridad estatal fue totalmente restablecida.

## Operación Pavo Real
La Operación Pavo Real fue un operativo realizado en septiembre del año 2006 en la granja penal, en conjunto con la guardia penitenciaria, policía nacional civil y miembros del ejército de Guatemala, con el supuesto fin de rescatar el orden y control dentro del centro carcelario, pero que según acusaciones posteriores, había sido cooptado por organizaciones criminales internas y externas [cita requerida].
Se desconoce de esta sus finalidades y resultados puesto que se aduce que la masiva requisa e incursión armada en el centro penal no tenía sino por objeto encubrir una operación de ejecución extrajudicial de algunos reclusos.
Ciertamente el gobierno de Guatemala nunca ha tenido el control de ningún centro carcelario del país, pero la situación de la Granja Modelo de Rehabilitación Pavón era extremadamente preocupante porque se ha convertido en un territorio sin ley ni autoridad[cita requerida]. 

## Funcionarios procesados por el caso
Algunos funcionarios públicos que dirigían las instituciones involucradas fueron acusados por las muertes ocurridas allí, entre ellos: 
- Erwin Sperisen, binacional suizo-guatemalteco y jefe de la Policía Nacional Civil, condenado a cadena perpetua por un tribunal de Suiza, debido a la ejecución extrajudicial de siete reos durante la operación Pavo Real en la Granja Penal Pavón.[3]
- Alejandro Giammattei, director del sistema penitenciario, absuelto años más tarde.[4]
- Carlos Roberto Vielmann Montes, binacional español-guatemalteco, Ministro de Gobernación, detenido en España por los hechos ocurridos durante la operación,[5] fue absuelto en febrero de 2017.[6]
- Javier Figueroa, Subdirector de la Policía Nacional Civil, acusado también por la ejecución extrajudicial de los reos en la Granja Penal Pavón, sin embargo, absuelto por un tribunal austriaco en 2013.[7]

## El comité de orden y disciplina de la Granja Penal Pavón (COD)
Fue un grupo creado por los reclusos de la Granja Penal Pavón en anuencia con las autoridades penitenciarias para controlar el centro penal, la idea era que los mismos internos tuviesen el control del orden y la disciplina del centro carcelario, su presidente fue Daniel Oswaldo Fuentes Zelada, uno de los reos muertos el día de la operación. Sin embargo, el grupo se convirtió rápidamente en una organización criminal que operaba dentro del centro penal, donde se escondía a víctimas de secuestro y criminales prófugos [cita requerida]. A su vez cada reo debía pagar al COD una cantidad determinada de dinero como contribución a la agrupación, llegando a establecer celdas especializadas para reprimir a aquellos reclusos que se oponían a los mandatos del mismo. El grupo controlaba y realizaba la renta y venta de casas y parcelas de terreno dentro de la prisión, algunos reclusos del centro penal llegaron a señalar que el grupo realizaba prácticas esclavistas, y extendían abusos sexuales a las visitas, entre otros[cita requerida]. Durante la revisión del penal se encontró máquinas para falsificar dinero y tarjetas de crédito, drogas, armas y otros objetos prohibidos[cita requerida]. 
El COD era además el grupo encargado de autorizar los negocios que operaban dentro de la cárcel, en la cual existían desde peluquerías, tiendas, cantinas, servicios de renta de computadoras para el uso de Internet, hasta droga, servicios de prostitución.

## Masacre del 18 de julio del 2016
Desde tempranas horas del día 18 de julio de 2016 se podían escuchar sirenas de policías y ambulancias con rumbo hacia la Granja Penal, minutos más tarde se confirmaba a través de los medios de comunicación que se estaba desarrollando un motín dentro del centro penal. Horas más tarde, se informó que debido a una disputa territorial por la venta de drogas dentro del centro penal, se realizó un ataque armado que cobro la vida del Capitán retirado del ejército de Guatemala Byron Lima, mismo que se encontraba purgando una pena de prisión que le fue impuesta por haber participado en la ejecución extrajudicial de Juan José Gerardi Conedera, obispo de la iglesia católica en Guatemala.
Producto del enfrentamiento armado que se dio entre algunos reclusos, se produjo una masacre que acabó con la vida de 14 personas, 13 de ellas reclusos del centro penal, y una modelo de nacionalidad argentina de nombre Joanna Elizabeth Birriel.